# Mils (Ausztria)
Mils település Ausztriában, Tirolban az Innsbrucki járásában található. Területe 6,93 km², lakosainak száma 4 128 fő, népsűrűsége pedig 600 fő/km² (2014. január 1-jén). A település 605 méteres tengerszint feletti magasságban helyezkedik el.

## Fordítás
- Ez a szócikk részben vagy egészben  a   Mils, Tyrol című angol Wikipédia-szócikk ezen változatának fordításán alapul.  Az eredeti cikk szerkesztőit annak laptörténete sorolja fel. Ez a jelzés csupán a megfogalmazás eredetét és a szerzői jogokat jelzi, nem szolgál a cikkben szereplő információk forrásmegjelöléseként.